# Yrgalem Fisseha Mebrahtu

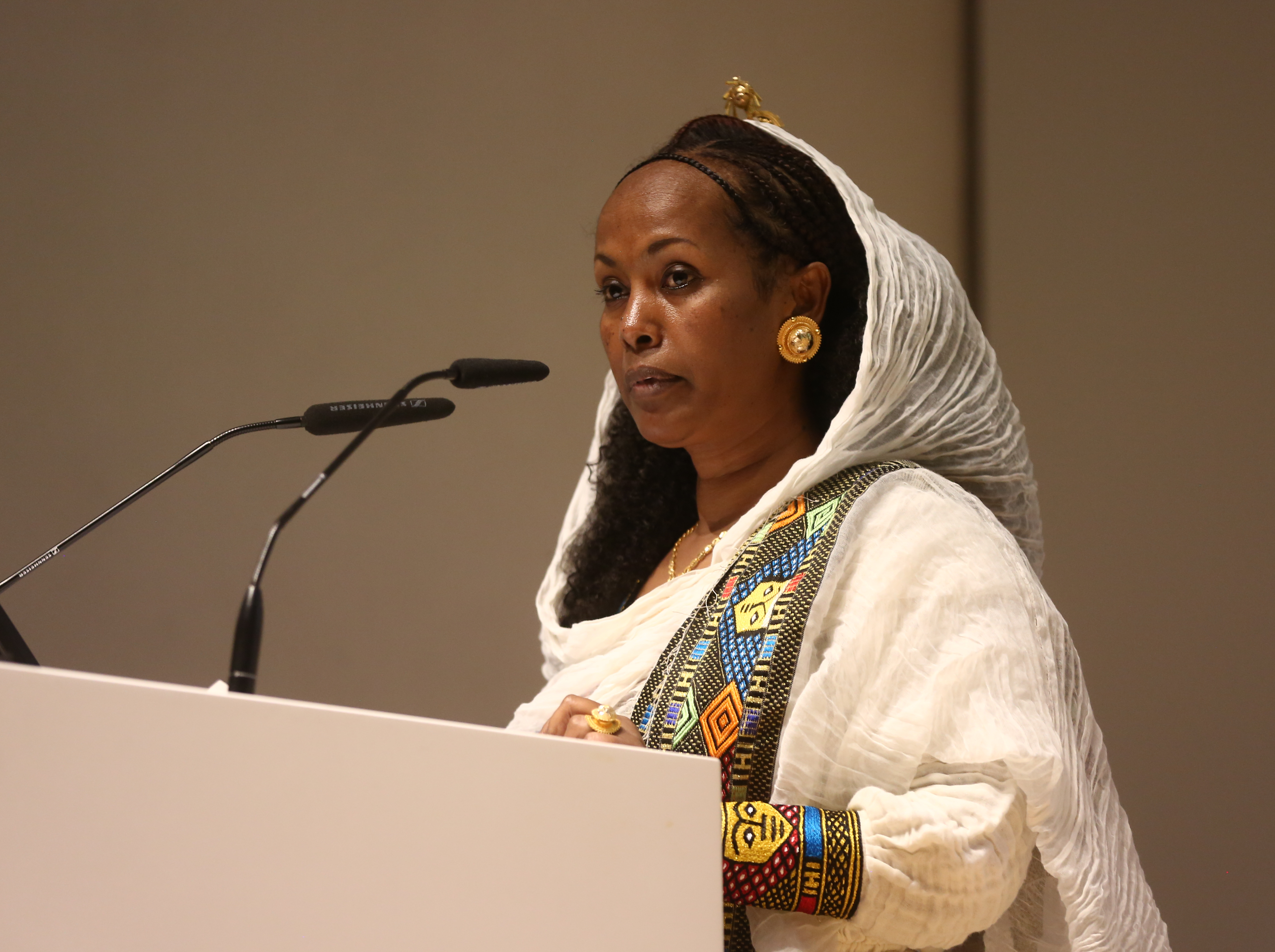
Yirgalem Fisseha Mebrahtu 2023

Yrgalem Fisseha Mebrahtu är en eritreansk journalist och poet. Hon kommer från Adi Keyh. Hon är en av få kvinnliga eritreanska journalister. Efter att all oberoende media stängdes 2001 arbetade hon för radio Bana. Efter en räd mot stationen i februari 2009 arresterades hela personalen och togs till militärfängelset Adi Abeito. Hon har tillbringat fem år i inhumana förhållanden i May Srwa-fängelset. Hennes hälsa är dålig och hon har tagits till sjukhus tre gånger utan att hennes familj informerats. Sedan december 2018 bor hon i exil i München.

## Publications
- Tigrinska: ኣለኹ (I am alive), እሕታሚ እምኵሉ (Emkulu Verlag, Sverige) 2019, ISBN 978-91-639-9565-1[3]
  - Tyska: Ich bin am Leben. Das Wunderhorn 2022, ISBN 978-3-88423-682-6 (Übersetzungen von Kokob Semere, Miras Walid, Mekonnen Mesghena; Nachdichtung von Hans Thill)[4]
- Tigrinska: ዘይበረየ ጐድነይ (Zeybereye Godney), እሕታሚ እምኵሉ (Emkulu Verlag, Sverige) 2022[5]